# Vòng loại Giải bóng đá Vô địch U-17 Quốc gia 2025
Vòng loại Giải bóng đá Vô địch U-17 Quốc gia 2025 là giải đấu vòng loại cho Giải bóng đá Vô địch U-17 Quốc gia 2025 do Liên đoàn bóng đá Việt Nam (VFF) tổ chức.
Vòng loại diễn ra từ ngày 15 tháng 8 đến ngày 07 tháng 9 năm 2025. Tổng cộng có 12 đội sẽ đủ điều kiện để tham dự vòng chung kết, bao gồm cả đội được đặc cách tham dự giải đấu với tư cách chủ nhà.

## Các đội bóng
Hai mươi hai đội bóng đã đăng ký tham dự vòng loại lần này. Các đội bóng được sắp xếp sẵn vào các bảng đấu dựa theo khu vực địa lý. Những đội bóng đóng vai trò là chủ nhà của bảng đấu vòng loại được ký hiệu bởi (H).
| VT | Đội                      |
| -- | ------------------------ |
| A1 | Thể Công – Viettel (H)   |
| A2 | Huế                      |
| A3 | Hà Nội                   |
| A4 | Công an Hà Nội           |
| A5 | Trung tâm Bóng đá Đào Hà |

| VT | Đội                |
| -- | ------------------ |
| B1 | PVF–CAND (H)       |
| B2 | Sông Lam Nghệ An   |
| B3 | Luxury Hạ Long     |
| B4 | Thép Xanh Nam Định |
| B5 | Đông Á Thanh Hóa   |
| B6 | Hải Phòng          |

| VT | Đội                          |
| -- | ---------------------------- |
| C1 | LPBank Hoàng Anh Gia Lai (H) |
| C2 | Gia Lai                      |
| C3 | SHB Đà Nẵng                  |
| C4 | Thành phố Hồ Chí Minh        |
| C5 | Quảng Ngãi                   |

| VT | Đội                                          |
| -- | -------------------------------------------- |
| D1 | Câu lạc bộ Bóng đá Thành phố Hồ Chí Minh (H) |
| D2 | Vĩnh Long                                    |
| D3 | Becamex Thành phố Hồ Chí Minh                |
| D4 | Đồng Nai                                     |
| D5 | Tây Ninh                                     |
| D6 | An Giang                                     |

## Đội hình
Các cầu thủ sinh từ 15 đến 16 tuổi (Sinh từ ngày 01/01/2009 đến ngày 31/12/2010) có đủ điều kiện để tham dự giải đấu. Mỗi đội bóng phải đăng ký một đội hình tối thiểu 18 cầu thủ và tối đa 30 cầu thủ. Trong đó, danh sách phải có tối thiểu 2 thủ môn và tối đa 1 cầu thủ nước ngoài gốc Việt Nam (Quy định mục 5.1).

## Các bảng

### Bảng A
Các trận đấu tại bảng A diễn ra tại Công ty TNHH MTV Thể thao Viettel – Hà Nội

| VT | Đội                      | ST | T | H | B | BT | BB | HS  | Đ | Giành quyền tham dự    |     | TCVT | HUE | CAHN | HNF | TTĐH |
| -- | ------------------------ | -- | - | - | - | -- | -- | --- | - | ---------------------- | --- | ---- | --- | ---- | --- | ---- |
| 1  | Thể Công – Viettel (H)   | 2  | 2 | 0 | 0 | 9  | 0  | +9  | 6 | Lọt vào vòng chung kết |     | —    | –   | –    | 2–0 | –    |
| 2  | Huế                      | 2  | 1 | 1 | 0 | 4  | 1  | +3  | 4 | Lọt vào vòng chung kết |     | –    | —   | –    | –   | 3–0  |
| 3  | Công an Hà Nội           | 1  | 0 | 1 | 0 | 1  | 1  | 0   | 1 | Lọt vào vòng chung kết |     | –    | 1–1 | —    | –   | –    |
| 4  | Hà Nội                   | 1  | 0 | 0 | 1 | 0  | 2  | −2  | 0 |                        |     | –    | –   | –    | —   | –    |
| 5  | Trung tâm bóng đá Đào Hà | 2  | 0 | 0 | 2 | 0  | 10 | −10 | 0 |                        | 0–7 | –    | –   | –    | —   |      |

| Huế                                             | 3–0      | Trung tâm Bóng đá Đào Hà |
| ----------------------------------------------- | -------- | ------------------------ |
| - Ngô Anh Ky 7', 10', 70' - Nguyễn Viết Tài 81' | Chi tiết | - Nguyễn Đình Trương 60' |

| Thể Công – Viettel                                  | 2–0      | Hà Nội                                                              |
| --------------------------------------------------- | -------- | ------------------------------------------------------------------- |
| - Lê Trọng Đại Nhân 24', 87' 87' - Vũ Duy Anh 90+2' | Chi tiết | - Trần Hoàng Việt 44' - Đào Quý Vương 49' - Chu Ngọc Nguyễn Lực 56' |

| Trung tâm Bóng đá Đào Hà | 0–7      | Thể Công – Viettel |
| ------------------------ | -------- | --- |
| - Đinh Công Chung 77'    | Chi tiết | - Trần Trí Dũng 38' - Nguyễn Văn Hùng 49' - Khà Đức Nguyên 65' - Nguyễn Thanh Hải 69' - Nguyễn Viết Đức 70' 89' - Nguyễn Huy Hoàng 80' - Triệu Đình Vỹ 82' - Nguyễn Mạnh Cường 88' |

| Công an Hà Nội                                                  | 1–1      | Huế                                                                          |
| --------------------------------------------------------------- | -------- | ---------------------------------------------------------------------------- |
| - Hoàng Khắc Mạnh 10' 59' - Nguyên Hoàng 13' - Cò Văn Hưởng 44' | Chi tiết | - Nguyễn Minh Quang 55' - Ngô Anh Ky 65' - Tạ Bạch Sơn (huấn luyện viên) 78' |

| Huế | – | Hà Nội |
| --- | - | ------ |
|     |   |        |

| Trung tâm Bóng đá Đào Hà | – | Công an Hà Nội |
| ------------------------ | - | -------------- |
|                          |   |                |

| Công an Hà Nội | – | Thể Công – Viettel |
| -------------- | - | ------------------ |
|                |   |                    |

| Hà Nội | – | Trung tâm Bóng đá Đào Hà |
| ------ | - | ------------------------ |
|        |   |                          |

| Hà Nội | – | Công an Hà Nội |
| ------ | - | -------------- |
|        |   |                |

| Thể Công – Viettel | – | Huế |
| ------------------ | - | --- |
|                    |   |     |

| Trung tâm Bóng đá Đào Hà | – | Huế |
| ------------------------ | - | --- |
|                          |   |     |

| Hà Nội | – | Thể Công – Viettel |
| ------ | - | ------------------ |
|        |   |                    |

| Thể Công – Viettel | – | Trung tâm Bóng đá Đào Hà |
| ------------------ | - | ------------------------ |
|                    |   |                          |

| Huế | – | Công an Hà Nội |
| --- | - | -------------- |
|     |   |                |

| Hà Nội | – | Huế |
| ------ | - | --- |
|        |   |     |

| Công an Hà Nội | – | Trung tâm Bóng đá Đào Hà |
| -------------- | - | ------------------------ |
|                |   |                          |

| Thể Công – Viettel | – | Công an Hà Nội |
| ------------------ | - | -------------- |
|                    |   |                |

| Trung tâm Bóng đá Đào Hà | – | Hà Nội |
| ------------------------ | - | ------ |
|                          |   |        |

| Công an Hà Nội | – | Hà Nội |
| -------------- | - | ------ |
|                |   |        |

| Huế | – | Thể Công – Viettel |
| --- | - | ------------------ |
|     |   |                    |

### Bảng B
Các trận đấu tại bảng B diễn ra tại Trung tâm đào tạo bóng đá trẻ PVF - Bộ Công an.
.
| VT | Đội                | ST | T | H | B | BT | BB | HS | Đ | Giành quyền tham dự    |     | PCA | SLNA | HPFC | TXNĐ | ĐATH | LHL |
| -- | ------------------ | -- | - | - | - | -- | -- | -- | - | ---------------------- | --- | --- | ---- | ---- | ---- | ---- | --- |
| 1  | PVF–CAND (H)       | 2  | 2 | 0 | 0 | 3  | 0  | +3 | 6 | Lọt vào vòng chung kết |     | —   | 1–0  | –    | –    | –    | –   |
| 2  | Sông Lam Nghệ An   | 2  | 1 | 0 | 1 | 8  | 1  | +7 | 3 | Lọt vào vòng chung kết |     | –   | —    | –    | –    | –    | 8–0 |
| 3  | Hải Phòng          | 2  | 0 | 2 | 0 | 4  | 4  | 0  | 2 | Lọt vào vòng chung kết |     | –   | –    | —    | 3–3  | –    | –   |
| 4  | Thép Xanh Nam Định | 2  | 0 | 2 | 0 | 3  | 3  | 0  | 2 |                        |     | –   | –    | –    | —    | 0–0  | –   |
| 5  | Đông Á Thanh Hóa   | 2  | 0 | 1 | 1 | 0  | 2  | −2 | 1 |                        | 0–2 | –   | –    | –    | —    | –    |     |
| 6  | Luxury Hạ Long     | 2  | 0 | 1 | 1 | 1  | 9  | −8 | 1 |                        | –   | –   | 1–1  | –    | –    | —    |     |

| PVF–CAND | 1–0      | Sông Lam Nghệ An                           |
| --- | -------- | ------------------------------------------ |
| - Lê Trung Kiên 16' - Bùi Anh Khoa 31' - Bùi Vương Gia Bảo 78' - Trương Mạnh Đại (Trợ lý Huấn luyện viên) 80' | Chi tiết | - Đỗ Nam Hiếu 29' - Nguyễn Trọng Phong 63' |

| Thép Xanh Nam Định  | 0–0      | Đông Á Thanh Hóa      |
| ------------------- | -------- | --------------------- |
| - Trần Hải Đăng 90' | Chi tiết | - Nguyễn Hồng Sơn 90' |

| Luxury Hạ Long                                                   | 1–1      | Hải Phòng                                                                                         |
| ---------------------------------------------------------------- | -------- | ------------------------------------------------------------------------------------------------- |
| - Trần Ngọc Anh 20' - Trần Ngọc Gia Huy 43' - Trịnh Đức Dũng 81' | Chi tiết | - Lê Đình Long 20' - Bùi Đức Anh 37' - Tạ Quang Mạnh 61' - Nguyễn Mạnh Dũng (Huấn luyện viên) 79' |

| Hải Phòng                                                                                  | 3–3      | Thép Xanh Nam Định                                 |
| ------------------------------------------------------------------------------------------ | -------- | -------------------------------------------------- |
| - Nguyễn Hoàng Phúc 22' - Lê Thành Nam 83' - Nguyễn Đức Phong 87' - Trần Đăng Anh Quân 90' | Chi tiết | - Hoàng Văn Tuân 8', 38', 47' - Đinh Đức Quyết 46' |

| Sông Lam Nghệ An | 8–0      | Luxury Hạ Long       |
| --- | -------- | -------------------- |
| - Phan Văn Lâm 15' - Nguyễn Minh Thủy 17' (90+2) - Phan Đăng Huy 30' - Trần Văn Đức Uy 56', 82' - Phan Văn Tài 64' - Nguyễn Văn Tú 72' - Trương Văn Sang 85' | Chi tiết | - Trịnh Đức Dũng 51' |

| Đông Á Thanh Hóa                                     | 0–2      | PVF–CAND |
| ---------------------------------------------------- | -------- | -------- |
| - Bùi Vương Gia Bảo 30' - Nguyễn Huỳnh Đăng Khoa 38' | Chi tiết |          |

| Đông Á Thanh Hóa | – | Hải Phòng |
| ---------------- | - | --------- |
|                  |   |           |

| Thép Xanh Nam Định | – | Sông Lam Nghệ An |
| ------------------ | - | ---------------- |
|                    |   |                  |

| Luxury Hạ Long | – | PVF–CAND |
| -------------- | - | -------- |
|                |   |          |

| PVF–CAND | – | Hải Phòng |
| -------- | - | --------- |
|          |   |           |

| Luxury Hạ Long | – | Thép Xanh Nam Định |
| -------------- | - | ------------------ |
|                |   |                    |

| Sông Lam Nghệ An | – | Đông Á Thanh Hóa |
| ---------------- | - | ---------------- |
|                  |   |                  |

| Đông Á Thanh Hóa | – | Luxury Hạ Long |
| ---------------- | - | -------------- |
|                  |   |                |

| Hải Phòng | – | Sông Lam Nghệ An |
| --------- | - | ---------------- |
|           |   |                  |

| PVF–CAND | – | Thép Xanh Nam Định |
| -------- | - | ------------------ |
|          |   |                    |

| Sông Lam Nghệ An | – | PVF–CAND |
| ---------------- | - | -------- |
|                  |   |          |

| Đông Á Thanh Hóa | – | Thép Xanh Nam Định |
| ---------------- | - | ------------------ |
|                  |   |                    |

| Hải Phòng | – | Luxury Hạ Long |
| --------- | - | -------------- |
|           |   |                |

| Thép Xanh Nam Định | – | Hải Phòng |
| ------------------ | - | --------- |
|                    |   |           |

| PVF–CAND | – | Đông Á Thanh Hóa |
| -------- | - | ---------------- |
|          |   |                  |

| Luxury Hạ Long | – | Sông Lam Nghệ An |
| -------------- | - | ---------------- |
|                |   |                  |

| Hải Phòng | – | Đông Á Thanh Hóa |
| --------- | - | ---------------- |
|           |   |                  |

| Sông Lam Nghệ An | – | Thép Xanh Nam Định |
| ---------------- | - | ------------------ |
|                  |   |                    |

| PVF–CAND | – | Luxury Hạ Long |
| -------- | - | -------------- |
|          |   |                |

| Hải Phòng | – | PVF–CAND |
| --------- | - | -------- |
|           |   |          |

| Thép Xanh Nam Định | – | Luxury Hạ Long |
| ------------------ | - | -------------- |
|                    |   |                |

| Đông Á Thanh Hóa | – | Sông Lam Nghệ An |
| ---------------- | - | ---------------- |
|                  |   |                  |

| Luxury Hạ Long | – | Đông Á Thanh Hóa |
| -------------- | - | ---------------- |
|                |   |                  |

| Sông Lam Nghệ An | – | Hải Phòng |
| ---------------- | - | --------- |
|                  |   |           |

| Thép Xanh Nam Định | – | PVF–CAND |
| ------------------ | - | -------- |
|                    |   |          |

### Bảng C
Các trận đấu tại bảng C diễn ra tại Trung tâm Thể thao Hàm Rồng – Gia Lai

| VT | Đội                          | ST | T | H | B | BT | BB | HS | Đ | Giành quyền tham dự    |   | LPBHA | HCMC | QNG | GLFC | SHBĐN |
| -- | ---------------------------- | -- | - | - | - | -- | -- | -- | - | ---------------------- | - | ----- | ---- | --- | ---- | ----- |
| 1  | LPBank Hoàng Anh Gia Lai (H) | 2  | 1 | 1 | 0 | 1  | 0  | +1 | 4 | Lọt vào vòng chung kết |   | —     | –    | –   | –    | 1–0   |
| 2  | Thành phố Hồ Chí Minh        | 1  | 1 | 0 | 0 | 3  | 1  | +2 | 3 | Lọt vào vòng chung kết |   | –     | —    | –   | 3–1  | –     |
| 3  | Quảng Ngãi                   | 2  | 0 | 2 | 0 | 0  | 0  | 0  | 2 | Lọt vào vòng chung kết |   | 0–0   | –    | —   | –    | –     |
| 4  | Gia Lai                      | 2  | 0 | 1 | 1 | 1  | 3  | −2 | 1 |                        |   | –     | –    | 0–0 | —    | –     |
| 5  | SHB Đà Nẵng                  | 1  | 0 | 0 | 1 | 0  | 1  | −1 | 0 |                        | – | –     | –    | –   | —    |       |

| Gia Lai                                  | 0–0      | Quảng Ngãi |
| ---------------------------------------- | -------- | ---------- |
| - Nguyễn Bảo Nam 22' - Nguyễn Hưng 90+3' | Chi tiết |            |

| LPBank Hoàng Anh Gia Lai  | 1–0      | SHB Đà Nẵng                                                |
| ------------------------- | -------- | ---------------------------------------------------------- |
| - Hoàng Ngọc Tấn Hưng 44' | Chi tiết | - Mai Gia Huy 3' - Đặng Thành Danh 35' - Đào Tuấn Sáng 72' |

| Quảng Ngãi                                                    | 0–0      | LPBank Hoàng Anh Gia Lai                                                                             |
| ------------------------------------------------------------- | -------- | --- |
| - Đinh Chánh Khiêm 15' - Trương Hồng Vũ (huấn luyện viên) 75' | Chi tiết | - Đào Tuấn Sáng 13' - Phạm Nguyễn Tiến Vinh 29' - Nguyễn Lý Minh Quyền 43' - Hoàng Ngọc Tấn Hưng 85' |

| Thành phố Hồ Chí Minh | 3–1      | Gia Lai                                                                                   |
| --- | -------- | ----------------------------------------------------------------------------------------- |
| - Bùi Minh Hào 16' - Trần Ken 32' (l.n.) - Phan Nguyễn Phú Cường 38' - Bùi Minh Hào 45' - Phạm Nguyễn Tuấn Anh 59' - Nguyễn Quốc Huy 67' | Chi tiết | - Nguyễn Hưng 35' - Nguyễn Lâm Đại 45' - Nguyễn Phi Trường Nam 42' - Nguyễn Bảo Nam 90+2' |

| Gia Lai | – | SHB Đà Nẵng |
| ------- | - | ----------- |
|         |   |             |

| Quảng Ngãi | – | Thành phố Hồ Chí Minh |
| ---------- | - | --------------------- |
|            |   |                       |

| Thành phố Hồ Chí Minh | – | LPBank Hoàng Anh Gia Lai |
| --------------------- | - | ------------------------ |
|                       |   |                          |

| SHB Đà Nẵng | – | Quảng Ngãi |
| ----------- | - | ---------- |
|             |   |            |

| SHB Đà Nẵng | – | Thành phố Hồ Chí Minh |
| ----------- | - | --------------------- |
|             |   |                       |

| LPBank Hoàng Anh Gia Lai | – | Gia Lai |
| ------------------------ | - | ------- |
|                          |   |         |

| Quảng Ngãi | – | Gia Lai |
| ---------- | - | ------- |
|            |   |         |

| SHB Đà Nẵng | – | LPBank Hoàng Anh Gia Lai |
| ----------- | - | ------------------------ |
|             |   |                          |

| LPBank Hoàng Anh Gia Lai | – | Quảng Ngãi |
| ------------------------ | - | ---------- |
|                          |   |            |

| Gia Lai | – | Thành phố Hồ Chí Minh |
| ------- | - | --------------------- |
|         |   |                       |

| SHB Đà Nẵng | – | Gia Lai |
| ----------- | - | ------- |
|             |   |         |

| Thành phố Hồ Chí Minh | – | Quảng Ngãi |
| --------------------- | - | ---------- |
|                       |   |            |

| LPBank Hoàng Anh Gia Lai | – | Thành phố Hồ Chí Minh |
| ------------------------ | - | --------------------- |
|                          |   |                       |

| Quảng Ngãi | – | SHB Đà Nẵng |
| ---------- | - | ----------- |
|            |   |             |

| Thành phố Hồ Chí Minh | – | SHB Đà Nẵng |
| --------------------- | - | ----------- |
|                       |   |             |

| Gia Lai | – | LPBank Hoàng Anh Gia Lai |
| ------- | - | ------------------------ |
|         |   |                          |

### Bảng D
Các trận đấu tại bảng D diễn ra tại Sân Tân Hưng và sân Long Tâm - TP. Hồ Chí Minh.
.
| VT | Đội                                          | ST | T | H | B | BT | BB | HS | Đ | Giành quyền tham dự    |   | TPHCM | AGFC | BHCMC | TNFC | ĐNFC | VLFC |
| -- | -------------------------------------------- | -- | - | - | - | -- | -- | -- | - | ---------------------- | - | ----- | ---- | ----- | ---- | ---- | ---- |
| 1  | Câu lạc bộ bóng đá Thành phố Hồ Chí Minh (H) | 2  | 2 | 0 | 0 | 6  | 0  | +6 | 6 | Lọt vào vòng chung kết |   | —     | –    | –     | –    | –    | 5–0  |
| 2  | An Giang                                     | 2  | 1 | 1 | 0 | 5  | 3  | +2 | 4 | Lọt vào vòng chung kết |   | –     | —    | –     | –    | 2–0  | –    |
| 3  | Becamex Thành phố Hồ Chí Minh                | 2  | 0 | 2 | 0 | 3  | 3  | 0  | 2 | Lọt vào vòng chung kết |   | –     | 3–3  | —     | –    | –    | –    |
| 4  | Tây Ninh                                     | 2  | 0 | 1 | 1 | 1  | 2  | −1 | 1 |                        |   | –     | –    | –     | —    | –    | –    |
| 5  | Đồng Nai                                     | 2  | 0 | 1 | 1 | 1  | 3  | −2 | 1 |                        | – | –     | –    | 1–1   | —    | –    |      |
| 6  | Vĩnh Long                                    | 2  | 0 | 1 | 1 | 0  | 5  | −5 | 1 |                        | – | –     | 0–0  | –     | –    | —    |      |

| Becamex Thành phố Hồ Chí Minh                                                                  | 3–3      | An Giang                                                                            |
| ---------------------------------------------------------------------------------------------- | -------- | ----------------------------------------------------------------------------------- |
| - Nguyễn Quang Kiệt 15' - Bùi Thái Anh Tài 40' - Danh Huỳnh Quốc Thái 61' - Thông Minh Sơn 68' | Chi tiết | - Ngô Quốc Trung 30' - Nguyễn Tấn Tài 43' - Lê Sĩ Nhân 90+3' - Trần Trọng Tín 90+3' |

| Đồng Nai                                                        | 1–1      | Tây Ninh                                       |
| --------------------------------------------------------------- | -------- | ---------------------------------------------- |
| - Lê Vũ Hào 11' - Nguyễn Trường Quân 33' - Nguyễn Khánh Hóa 73' | Chi tiết | - Hồ Phan Hưng Thịnh 31' - Nguyễn Tấn Phát 67' |

| Câu lạc bộ bóng đá Thành phố Hồ Chí Minh                                             | 5–0      | Vĩnh Long |
| ------------------------------------------------------------------------------------ | -------- | --------- |
| - Nguyễn Lê Quang Khôi 5', 9', 45+1' - Nguyễn Văn Hoàng 23' - Nguyễn Xuân Chương 47' | Chi tiết |           |

| An Giang | 2–0      | Đồng Nai            |
| --- | -------- | ------------------- |
| - Lưu Bảo Hoàng 6' - Ngô Quốc Trung 11' - Phan Tuấn Phát 54' - Nguyễn Quan Khải 67' - Bùi Kim Kevin 83' - Lưu Huỳnh Minh Khánh 89' | Chi tiết | - Mai Hữu Thành 53' |

| Vĩnh Long                             | 0–0      | Becamex Thành phố Hồ Chí Minh |
| ------------------------------------- | -------- | ----------------------------- |
| - Trần Gia Hạo 34' - Phạm Hữu Đức 65' | Chi tiết | - Lưu Nhật Hào 90+2'          |

| Tây Ninh              | 0–1      | Câu lạc bộ bóng đá Thành phố Hồ Chí Minh        |
| --------------------- | -------- | ----------------------------------------------- |
| - Nguyễn Tấn Phát 79' | Chi tiết | - Đậu Quang Hưng 71' - Nguyễn Lê Quang Khôi 71' |

| Đồng Nai | – | Vĩnh Long |
| -------- | - | --------- |
|          |   |           |

| Tây Ninh | – | An Giang |
| -------- | - | -------- |
|          |   |          |

| Becamex Thành phố Hồ Chí Minh | – | Câu lạc bộ bóng đá Thành phố Hồ Chí Minh |
| ----------------------------- | - | ---------------------------------------- |
|                               |   |                                          |

| Vĩnh Long | – | Tây Ninh |
| --------- | - | -------- |
|           |   |          |

| Becamex Thành phố Hồ Chí Minh | – | Đồng Nai |
| ----------------------------- | - | -------- |
|                               |   |          |

| Câu lạc bộ bóng đá Thành phố Hồ Chí Minh | – | An Giang |
| ---------------------------------------- | - | -------- |
|                                          |   |          |

| Tây Ninh | – | Becamex Thành phố Hồ Chí Minh |
| -------- | - | ----------------------------- |
|          |   |                               |

| An Giang | – | Vĩnh Long |
| -------- | - | --------- |
|          |   |           |

| Câu lạc bộ bóng đá Thành phố Hồ Chí Minh | – | Đồng Nai |
| ---------------------------------------- | - | -------- |
|                                          |   |          |

| An Giang | – | Becamex Thành phố Hồ Chí Minh |
| -------- | - | ----------------------------- |
|          |   |                               |

| Tây Ninh | – | Đồng Nai |
| -------- | - | -------- |
|          |   |          |

| Vĩnh Long | – | Câu lạc bộ bóng đá Thành phố Hồ Chí Minh |
| --------- | - | ---------------------------------------- |
|           |   |                                          |

| Đồng Nai | – | An Giang |
| -------- | - | -------- |
|          |   |          |

| Becamex Thành phố Hồ Chí Minh | – | Vĩnh Long |
| ----------------------------- | - | --------- |
|                               |   |           |

| Câu lạc bộ bóng đá Thành phố Hồ Chí Minh | – | Tây Ninh |
| ---------------------------------------- | - | -------- |
|                                          |   |          |

| Vĩnh Long | – | Đồng Nai |
| --------- | - | -------- |
|           |   |          |

| An Giang | – | Tây Ninh |
| -------- | - | -------- |
|          |   |          |

| Câu lạc bộ bóng đá Thành phố Hồ Chí Minh | – | Becamex Thành phố Hồ Chí Minh |
| ---------------------------------------- | - | ----------------------------- |
|                                          |   |                               |

| Tây Ninh | – | Vĩnh Long |
| -------- | - | --------- |
|          |   |           |

| Đồng Nai | – | Becamex Thành phố Hồ Chí Minh |
| -------- | - | ----------------------------- |
|          |   |                               |

| An Giang | – | Câu lạc bộ bóng đá Thành phố Hồ Chí Minh |
| -------- | - | ---------------------------------------- |
|          |   |                                          |

| Becamex Thành phố Hồ Chí Minh | – | Tây Ninh |
| ----------------------------- | - | -------- |
|                               |   |          |

| Vĩnh Long | – | An Giang |
| --------- | - | -------- |
|           |   |          |

| Đồng Nai | – | Câu lạc bộ bóng đá Thành phố Hồ Chí Minh |
| -------- | - | ---------------------------------------- |
|          |   |                                          |

## Các đội vượt qua vòng loại
Dưới đây là các đội đã vượt qua vòng loại để thi đấu tại vòng chung kết Giải bóng đá Vô địch U-17 Quốc gia 2025.
| Câu lạc bộ | Tư cách vượt qua vòng loại                      | Ngày vượt qua vòng loại |
| ---------- | ----------------------------------------------- | ----------------------- |
|            | Chủ nhà Giải bóng đá Vô địch U-17 Quốc gia 2025 |                         |